# National Academy of Medicine
La National Academy of Medicine (NAM), precedentemente chiamata Institute of Medicine (IoM), è un'organizzazione statunitense senza scopo di lucro e non governativa. L'Accademia Nazionale di Medicina fa parte delle Accademie Nazionali di Scienze, Ingegneria e Medicina insieme alla National Academy of Sciences (NAS), National Academy of Engineering (NAE) e il National Research Council (NRC).
La National Academy of Medicine fornisce consulenze su questioni relative a salute, medicina, politica sanitaria e scienze biomediche sia al livello nazionale che internazionale. Mira a fornire informazioni autorevoli e consigli imparziali sulla base di prove riguardo alla politica sanitaria e scientifica a responsabili politici, professionisti, leader in ogni settore della società e al pubblico in generale.
La NAS opera indipendentemente dal governo federale degli Stati Uniti e fa affidamento sul lavoro volontario di scienziati e altri esperti che operano secondo un sistema formale di revisione tra pari. In quanto accademia nazionale, l'organizzazione elegge ogni anno nuovi membri con l'aiuto dei suoi membri attuali; l'elezione avviene sulla base di risultati distinti e continui dei membri in un campo pertinente, nonché sulla loro disponibilità a partecipare attivamente all'attività della NAS.